# Lonely Together
"Lonely Together" é uma canção do DJ sueco, Avicii, com participação da cantora britânica Rita Ora. A música foi lançada em 11 de agosto de 2017, como o segundo single do EP, AVĪCI (01). Ela também está presente no segundo álbum de estúdio de Rita Ora, Phoenix. Um EP de remix foi lançado em 17 de novembro. Seu videoclipe ganhou na categoria de Melhor Dance Video, enquanto recebeu uma indicação em Melhor Efeitos Visuais no MTV Video Music Awards de 2018.
"Lonely Together" foi o último single de Avicii lançado antes de sua morte em 20 de abril de 2018.

## Faixas
| Download digital |                                  |         |  |
| N.º              | Título                           | Duração |  |
| 1.               | "Lonely Together" (com Rita Ora) | 3:01    |  |

| Download digital – Acústico |                                             |         |  |
| N.º                         | Título                                      | Duração |  |
| 1.                          | "Lonely Together (acústico)" (com Rita Ora) | 3:01    |  |

| Download digital – Remixes |                                                      |         |  |
| N.º                        | Título                                               | Duração |  |
| 1.                         | "Lonely Together (Alan Walker Remix)" (com Rita Ora) | 2:59    |  |
| 2.                         | "Lonely Together (DJ Licious Remix)" (com Rita Ora)  | 3:04    |  |
| 3.                         | "Lonely Together (Jaded Remix)" (com Rita Ora)       | 3:36    |  |
| 4.                         | "Lonely Together (Dexter Remix)" (com Rita Ora)      | 3:03    |  |

## Desempenho nas tabelas musicais
| Tabela musical (2017)                             | Melhor posição |
| ------------------------------------------------- | -------------- |
| Alemanha (Offizielle Deutsche Charts)             | 37             |
| Áustria (Ö3 Austria Top 75)                       | 33             |
| Bélgica (Ultratip Bubbling Under de Flandres)     | 12             |
| Bélgica (Ultratip Bubbling Under da Valônia)      | 1              |
| Canadá (Canadian Hot 100)                         | 61             |
| República Checa (Rádio Top 100)                   | 57             |
| República Checa (Singles Digitál Top 100)         | 20             |
| Dinamarca (Tracklisten)                           | 38             |
| França (SNEP)                                     | 128            |
| Hungria (Rádiós Top 40)                           | 29             |
| Hungria (Stream Top 40)                           | 11             |
| Iirlanda (IRMA)                                   | 5              |
| Itália (FIMI)                                     | 61             |
| Letônia (Latvijas Top 40)                         | 12             |
| Lituânia (M-1 Top 40)                             | 26             |
| Países Baixos (Single Top 100)                    | 31             |
| Nova Zelândia (RMNZ)                              | 3              |
| Noruega (VG-lista)                                | 20             |
| Polónia (Polish Airplay Top 100)                  | 38             |
| Portugal (AFP)                                    | 39             |
| Romênia (Romanian Airplay 100)                    | 88             |
| Escócia (Scottish Singles Chart)                  | 1              |
| Eslováquia (Rádio Top 100)                        | 92             |
| Eslováquia (Singles Digitál Top 100)              | 12             |
| Suécia (Sverigetopplistan)                        | 3              |
| Suíça (Schweizer Hitparade)                       | 42             |
| Reino Unido (UK Singles Chart)                    | 4              |
| Reino Unido (UK Dance Chart)                      | 1              |
| Estados Unidos (Billboard Dance/Electronic Songs) | 14             |

### Certificações
| País (Empresa)             | Certificação | Vendas  |
| -------------------------- | ------------ | ------- |
| Alemanha (BVMI)            | Ouro         | 200.000 |
| Bélgica (BEA)              | Ouro         | 15.000  |
| Canadá (Music Canada)      | Platina      | 80.000  |
| Dinamarca (IFPI Dinamarca) | Ouro         | 45.000  |
| França (SNEP)              | Ouro         | 75.000  |
| Itália (FIMI)              | Platina      | 50.000  |
| Reino Unido (BPI)          | Platina      | 600.000 |
| Brasil (PMB)               | 2× Platina   | 160.000 |

## Histórico de lançamento
| País           | Data                  | Formato      | Gravadora  | Ref.   |
| -------------- | --------------------- | ------------ | ---------- | ------ |
| Estados Unidos | 31 de outubro de 2017 | Top 40 radio | Interscope | [ 43 ] |